# 빈 회의

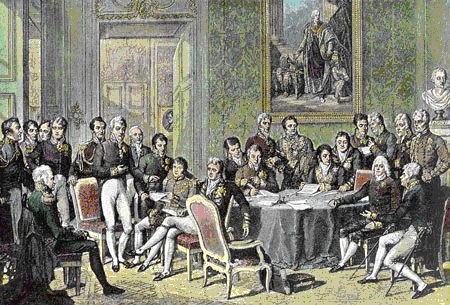
비엔나 회의, 장바티스트 이사베(1819)

빈 회의(독일어: der Wiener Kongress)는 나폴레옹 전쟁의 결과를 수습하기 위해 오스트리아의 재상 클레멘스 폰 메테르니히의 주도하에 영국, 프로이센, 오스트리아, 러시아 등이 모여 한 회의이다. 오스트리아 수도 빈에서 열렸기에 빈 회의라고 한다.

## 개요
1814년 9월 1일에서 1815년 6월 9일까지 열린 이 회의의 목적은 나폴레옹 전쟁의 혼란을 수습하고, 유럽의 상태를 전쟁 전으로 돌리는 것이 목표였다. 즉 프랑스 혁명 이전의 유럽의 왕정 체제를 다시 보수하고 유지하는 것이 목표였다. 따라서 나폴레옹 전쟁과 같은 유럽의 기존 체제를 위협할 일을 예방하기 위해 프랑스가 다시 강국이 되지 못하도록 견제하는 것도 빈 회의의 중요한 목표였다.(그러나 승전 4개국의 분열과 프랑스 외무상 탈레랑의 활약으로 이러한 목표는 잘 달성되지 못하였다) 이러한 반동·보수적 성격을 가진 회의의 결과 만들어진 것이 빈 체제 혹은 유럽 협조 체제(Concert of Europe)였다. 결론적으로 빈 체제는 빈 회의의 결과 만들어진 유럽의 반동적 체제를 의미한다. 여기서 반동이란 역사의 진보를 역행하는 과거로의 회귀를 의미한다.
빈 회의에서는 프랑스 혁명으로 몰락한 부르봉 왕가를 프랑스와 에스파냐에 복귀시키는 등 왕정이 몰락한 곳에 다시 왕정을 부활시키고, 자유주의, 민족주의 운동에 대한 반대 입장을 분명히 한다. 그리고 이 체제를 유지하기 위해 유럽 열강들은 소위 세력 균형 체제를 형성하게 된다. 그것이 앞에서 말한 빈 체제의 또다른 성격이다. 빈 회의의 결과로 형성된 빈 체제는 19세기 중엽까지 유럽 정치의 큰 틀이 된다.

## 대표자
상술된 바와 같이, 회의는 5대 강국에 의해 주도되었다.
- 영국에서는 외무상인 캐슬레이 자작과 웰링턴 공작이 대표로 참석하였다.
- 프로이센에서는 프리드리히 국왕이 직접 참석하였으나, 사절단을 대표하고 있는 것은 재상인 하르덴베르크 공작이었다. 훔볼트경이 직업외교관이자 학자로서 하르덴베르크 공작을 보좌하고 있었다.
- 오스트리아는 회의의 주재국으로서 외무상인 메테르니히가 대표하고 있었다. 메테르니히는 회의의 주재자이기도 하였으므로, 실질적으로 오스트리아의 입장을 강경하게 대변하였던 것은 차석대표인 베센베르크 남작이었다. 그 외에 오스트리아 사절단의 군사고문으로 라데츠키 등의 보좌관이 있었다.
- 러시아는 황제인 알렉산드르 1세가 직접 참석하였으며, 형식상으로는 외무상인 네셀로데 백작이 사절단을 대표하였으나, 실제로는 황제 본인이 각종 결정에 직접 참가하고 의견을 정하였다.
- 프랑스는 패전국으로서 발언권이 높을 수 없었으나, 사절단을 대표한 외무상 탈레랑의 유능함과 승전 4국의 분열을 교묘하게 이용하는 책략으로 점차 발언력을 높여 결국 회의의 합의사항 전반에 걸쳐 의견을 개진하고 반영시킬 수 있었다.

상기한 5대 강국 외에도 유럽 각국이 사절단을 파견하여 회의에 자국의 입장을 반영하고 조그마한 이익이라도 얻기 위해 노력하였다. 에스파냐는 라브라도 후작, 포르투갈은 팔멜라 백작, 스웨덴-노르웨이 연합왕국은 로웬히엠 백작을 대표로 하는 사절단을 파견하였다. 나폴리 왕국은 뮈라의 입장을 대변하는 사절단과 부르봉 왕가의 입장을 대변하는 사절단이 각각 파견되어 남부 이탈리아와 시칠리아의 장래를 둘러싼 합의에 결사적으로 영향을 미치려 노력하였다. 교황령에서는 콘살비 추기경, 오스만 제국에서는 마브로제니 파샤를 파견하였으며, 네덜란드에서는 자국 주재 영국대사인 클렌카티 백작을 대표로 참석시켰다. 그 외에도 신성로마제국의 제후국인 수많은 독일의 영방국가들과 심지어 북아메리카에서 영국과 동맹하여 프랑스와 싸우고 있던 이로쿼이 부족도 대표자를 파견하였다.

## 합의사항
빈 회의의 결과, 합의에 도달한 빈 최종의정서의 주요 내용은 다음과 같다.
- 러시아는 바르샤바 대공국의 대부분을 차지하며, 핀란드를 계속 보유하는 것을 승인한다(1809년에 스웨덴으로부터 빼앗은 바 있다). 또한, 오스만 제국의 베사라비아의 영유권도 인정한다.
- 프로이센은 작센의 영토 58%를 얻으며, 바르샤바 대공국의 일부인 포젠 공국과 단치히, 라인란트, 베스트팔렌을 차지한다.
- 옛 신성로마제국의 제후국들을 정리하여 38개의 영방국가를 모아 독일 연방을 창설한다. 연방의 의장은 오스트리아 황제가 맡는다.
- 네덜란드는 나사우를 프로이센에 양여하는 대신, 오스트리아령 네덜란드와 리에주 주교령을 흡수하여 네덜란드 연합왕국을 구성한다. 또한 독일 연방의 가맹국이 되는 룩셈부르크 대공국은 네덜란드 연합왕국과 동군연합을 이룬다.
- 스웨덴은 포메라니아를 프로이센에 양여한다.
- 스위스의 중립은 8국위원회(영국, 프로이센, 오스트리아, 러시아, 프랑스, 스웨덴, 포르투갈, 에스파냐)에 의하여 보장된다.
- 하노버로부터 작센라우엔부르크 공국과의 동군연합을 해체한다. 이를 뮌스터 주교령, 프로이센령 동프리지아와 합쳐 왕국으로 만들어 덴마크와 동군연합을 이루도록 한다.
- 바이에른은 라인 궁중백의 영지를 흡수하고, 프랑크푸르트 대공국을 얻는다. 헤센-다름슈타트는 베스트팔렌을 프로이센에 양여하는 대가로, 마인츠 주교령을 얻는다.
- 오스트리아는 남독일과 남부 네덜란드를 포기하는 대가로, 이탈리아 지역에서 보상을 얻는다. 티롤과 잘츠부르크를 회복하고, 롬바르디아, 베네치아를 새로이 얻으며, 달마티아 지방의 라구사도 차지한다. 또한 합스부르크로트링겐 왕가의 분가가 다스리던 토스카나 대공국과 모데나 공국에 군주들이 다시 복귀한다.
- 교황령은 나폴레옹 전쟁 이전으로 복귀하여 옛 영지를 모두 회복하여 복구한다. 단, 아비뇽만은 프랑스의 영역으로 남는다.
- 영국은 유럽 대륙 안에서 몰타섬과 이오니아 제도, 케이프 식민지 그리고 실론 등의 영유권을 인정받는다.
- 사르데냐 왕국은 피에몬테와 니스, 사부아의 영지를 회복하며, 추가로 제노바 공화국을 왕국의 영토로 흡수한다.
- 파르마피아첸차 공국은 나폴레옹의 아내, 오스트리아의 마리 루이즈에게 주어진다.
- 파르마피아첸차 공국을 잃은 부르봉파르마 가문을 위해 루카 공국을 신설한다. 오스트리아의 마리 루이즈 사후에는 파르마피아첸차 공국도 회복한다.
- 나폴리 왕국은 부르봉나폴리 왕가의 페르디난도 4세가 복위하며, 동군연합을 이루던 시칠리아 왕국을 합병한다.
- 노예무역이 인도주의에 반함을 선언한다. 이는 회의 기간 내내 노예무역 금지의 선언을 강력히 주장한 영국의 입장이 어느 정도 반영된 것이었다.
- 라인강을 자유항행하천으로 정한다.

## 같이 보기
- 나폴레옹 전쟁
- 빈 체제
- 반동주의
- 보수주의
- 자유주의